# Brilliant From Birth
Az Brilliant From Birth  című lemez a Bee Gees korai születésű dalainak megjelent válogatáslemeze.
A dupla CD-s lemezen 63 felvétel szerepel, ebből 35 1963 és 1966 között jelent meg, 24 szám az Inception / Nostalgia válogatáslemezen 1970-ben, 4 dal pedig lemezen még nem jelent meg. Az összes felvételt digitálisan felújították és remasterelték.

## Az album dalai
CD1
1. The Battle Of The Blue And The Gray (Barry Gibb) – 2:05
2. Three Kisses Of Love (Barry Gibb) – 1:48
3. Timber (Barry Gibb) – 1:47
4. Take Hold Of That Star (Barry Gibb) – 2:40
5. Peace Of Mind (Barry Gibb) – 2:21
6. Don't Say Goodbye (Barry Gibb) – 2:21
7. Claustrophobia (Barry Gibb) – 2:14
8. Could It Be (Barry Gibb) – 2:06
9. Turn Around Look At Me (Jerry Capehart) – 2:19
10. Theme From Jamie McPheeters (Winn-Harline) – 1:52
11. Every Day I Have To Cry (Arthur Alexander) – 2:09
12. You Wouldn't Know (Barry Gibb) – 2:00
13. Wine Women (Barry Gibb) – 2:52
14. Follow The Wind (Barry Gibb) – 2:10
15. I Was A Lover A Leader Of Men (Barry Gibb) – 3:32
16. And The Children Laughing (Barry Gibb) – 3:20
17. I Don't Think It's Funny (Barry Gibb) – 2:55
18. How Love Was True (Barry Gibb) – 2:19
19. To Be Or Not To Be (Barry Gibb) – 2:10
20. Cherry Red (Barry Gibb) – 3:07
21. I Want Home – 2:25
22. The End (Jimmy Krondes, Sid Jacobson) – 2:54
23. Hallelujah I Love Her So (Ray Charles) – 2:15
24. I Love You Because (Leon Payne) – 2:30
25. Somewhere (Leonard Bernstein, Stephen Sondheim) – 3:04
26. The Twelfth Of Never (Jerry Livingston, Paul Francis Webster) – 2:41
27. You're A Reason (Terry Fell, Bobby Edwards, James F. Hanley, Mildred Imes) – 2:23
28. You're Nobody Til Somebody Loves You (Russ Morgan, Larry Stock, James Cavanaugh) – 1:57
29. All By Myself (Maurice Gibb) – 2:25
30. Butterfly (Barry, Robin és Maurice Gibb) – 3:13
31. Can't You See That She's Mine (Dave Clark, M. Smith) – 2:17
32. From Me To You (John Lennon, Paul McCartney) – 1:54

CD2
1. Monday's Rain (Barry Gibb) – 3:00
2. All Of My Life (Barry Gibb) – 2:39
3. Where Are You (Maurice Gibb) – 2:13
4. Play Down (Barry Gibb) – 2:55
5. Big Chance (Barry Gibb) – 1:42
6. Glass House (Barry, Robin és Maurice Gibb) – 1:57
7. How Many Birds (Barry Gibb) – 1:59
8. Secondhand People (Barry Gibb) – 2:06
9. I Don't Know Why I Bother With Myself (Barry Gibb) – 2:47
10. Jingle Jangle (Barry Gibb) – 2:13
11. Tint Of Blue (Robin Gibb, Barry Gibb) – 2:07
12. Born A Man (Barry Gibb) – 3:12
13. Spicks Specks (Barry Gibb) – 2:56
14. I Am The World (Barry Gibb) – 2:35
15. Daydream (John Sebastian) – 2:23
16. Forever  (Barry, Robin és Maurice Gibb) – 2:48
17. Coalman (Barry Gibb) – 2:53
18. Exit Stage Right  (Barry, Robin és Maurice Gibb) – 2:29
19. Paperback Writer (John Lennon, Paul McCartney) – 2:12
20. I'll Know What To Do (Barry, Robin és Maurice Gibb) – 2:19
21. In The Morning (Barry Gibb) – 2:52
22. Like Nobody Else (Barry, Robin és Maurice Gibb) – 2:35
23. Lonely Winter (C. Keats) – 2:33
24. Lum De Loo (Barry Gibb) – 2:05
25. Storm (Barry, Robin és Maurice Gibb) – 2:31
26. Terrible Way To Treat Your Baby (Barry, Robin és Maurice Gibb) – 2:51
27. Yesterday's Gone (Chad Stuart, Wendy Kidd) – 2:28
28. You Won't See Me (John Lennon, Paul McCartney) – 3:15
29. Top Hat (Barry Gibb) – 2:16
30. Just One Look (Hicks-Clarke) – 1:58
31. Ticket To Ride (John Lennon, Paul McCartney) – 3:16

## Közreműködők
- Bee Gees